# Castro de Oro
Castro de Oro o El Salvador de Castro de Oro (llamada oficialmente San Salvador do Castro de Ouro) es una parroquia y un barrio español del municipio de Alfoz, en la provincia de Lugo, Galicia.

## Organización territorial
La parroquia está formada por seis entidades de población:
- Anxeriz
- Castro de Oro (O Castro de Ouro)
- Costoira
- Fonte (A Fonte)
- Granda (A Granda)
- Pumariño (O Pumariño)

## Demografía

### Parroquia
| Gráfica de evolución demográfica de Castro de Oro (parroquia) entre 2000 y 2021 |
|                                                                                 |
| Datos según el nomenclátor publicado por el INE.                                |

### Barrio
| Gráfica de evolución demográfica de O Castro de Ouro (barrio) entre 2000 y 2021 |
|                                                                                 |
| Datos según el nomenclátor publicado por el INE.                                |